# Selliguea malacodon
Selliguea malacodon är en stensöteväxtart som först beskrevs av William Jackson Hooker, och fick sitt nu gällande namn av S.G.Lu, Hovenkamp och M.G.Gilbert. Selliguea malacodon ingår i släktet Selliguea och familjen Polypodiaceae. Inga underarter finns listade.